# Berzweiler
Berzweiler ist ein Ortsteil der Ortsgemeinde Hefersweiler im Landkreis Kusel in Rheinland-Pfalz. Bis 1969 war er eine selbständige Gemeinde.

## Geographie
Berzweiler liegt im Nordpfälzer Bergland im nördlichen Gemeindegebiet und wird vom Odenbach durchflossen. In diesem mündet vor Ort von rechts der Borngraben und weiter nördlich von links der Zangengraben. Östlich des Ortes erhebt sich die 355,9 Meter messende Berzweiler Höhe.

## Geschichte
Anfangs gehörte der Ort zur Herrschaft Reipoltskirchen. Später gehörten Dorf und Gericht dem Kloster Otterberg.
Während der frühen Neuzeit kam Berzweiler zu Pfalz-Zweibrücken, innerhalb dessen es dem Amt Meisenheim und dem Oberamt Meisenheim unterstand.
Von 1801 bis 1814, als die Pfalz Teil der Französischen Republik (bis 1804) und anschließend Teil des Napoleonischen Kaiserreichs war, war Berzweiler in den Kanton Wolfstein eingegliedert. 1815 wurde der Ort Österreich zugeschlagen. Bereits ein Jahr später wechselte der Ort in das Königreich Bayern. Von 1818 bis 1862 war der Ort Bestandteil des Landkommissariat Kusel, das anschließend in ein Bezirksamt umgewandelt wurde.
1939 wurde der Ort in den Landkreis Kusel eingegliedert. Nach dem Zweiten Weltkrieg wurde Berzweiler innerhalb der französischen Besatzungszone Teil des damals neu gebildeten Landes Rheinland-Pfalz. Im Zuge der ersten rheinland-pfälzischen Verwaltungsreform wurde Berzweiler am 7. Juni 1969 in die Nachbargemeinde Hefersweiler eingegliedert.

## Kultur
Mit dem Schulhaus und einem Kriegerdenkmal befinden sich vor Ort insgesamt zwei Objekte, die unter Denkmalschutz stehen.

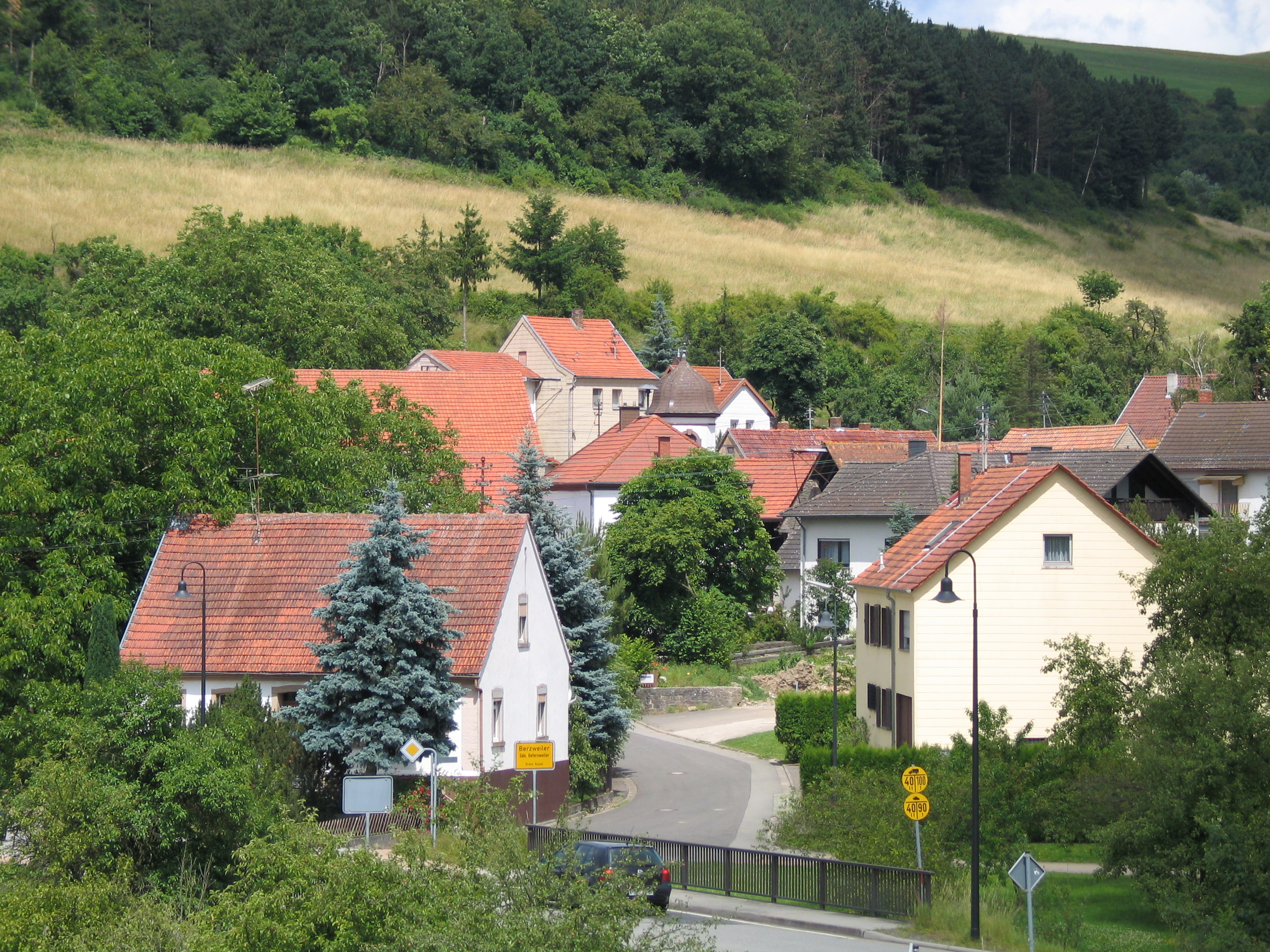
Berzweiler
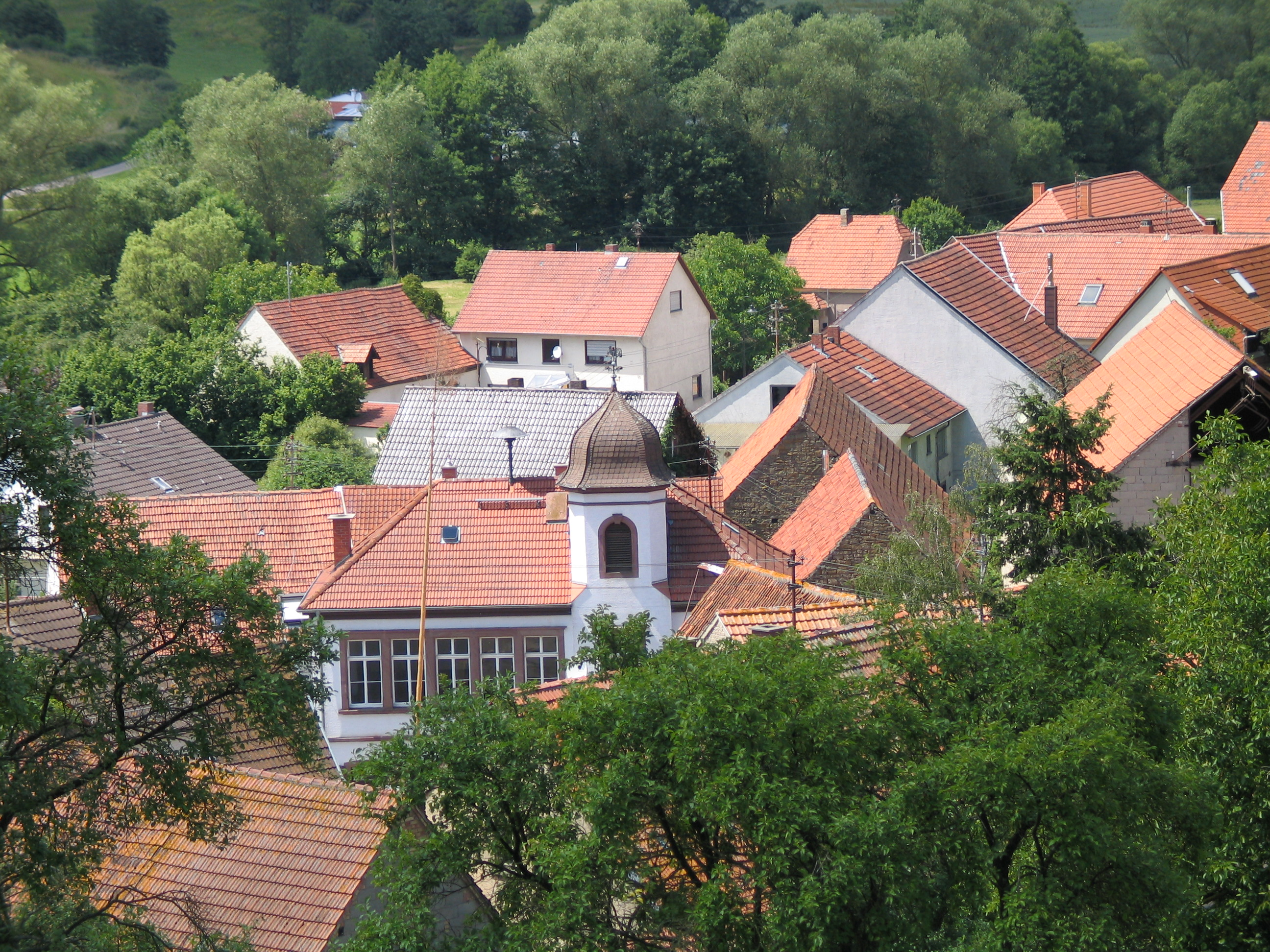
Altes Schulhaus
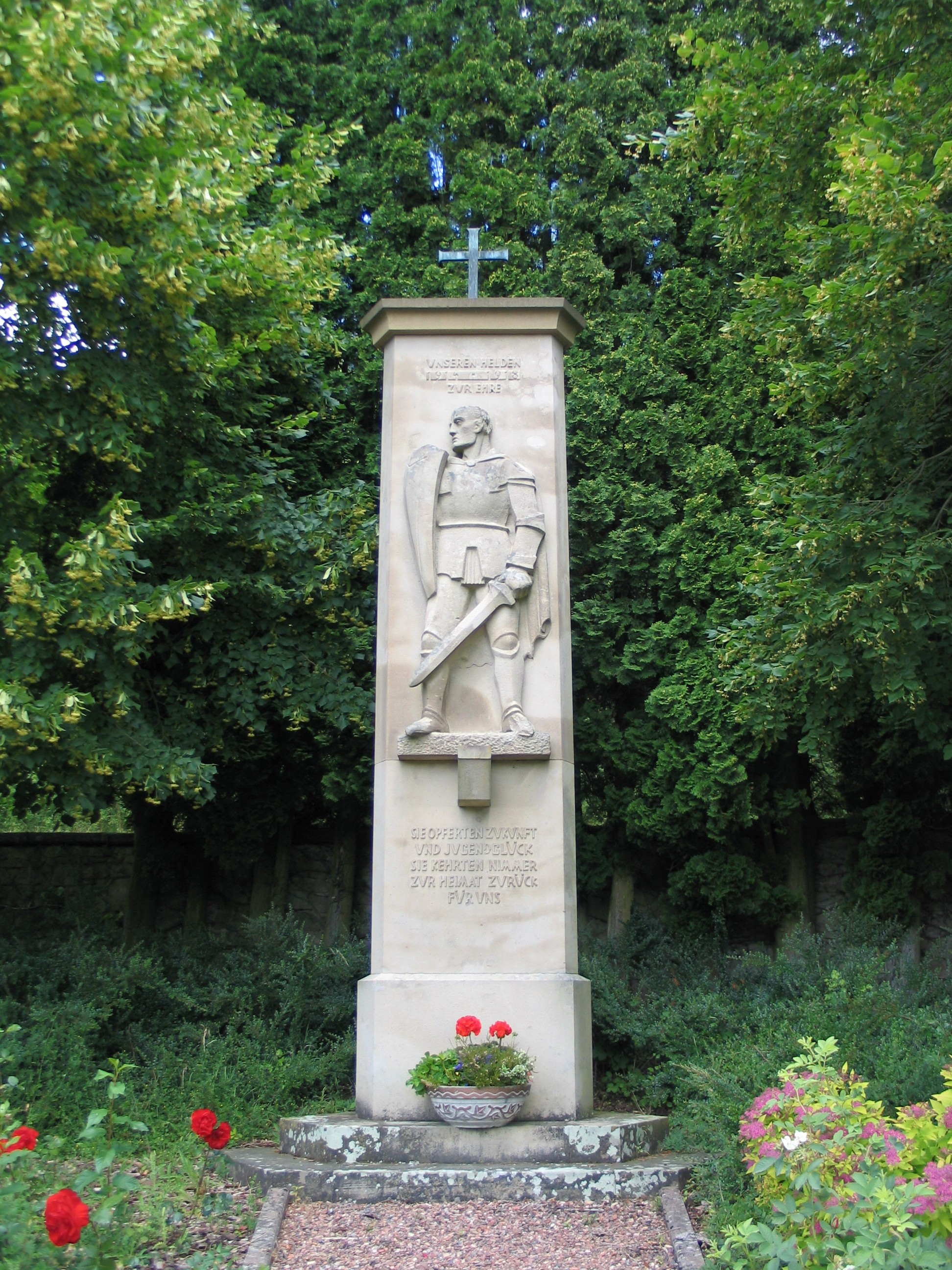
Kriegerdenkmal Berzweiler

## Infrastruktur
Durch Berzweiler verläuft die Landesstraße 382, die den Ort unter anderem mit Odenbach, Otterberg und Enkenbach-Alsenborn verbindet.